# Odontomachus circulus
Odontomachus circulus is een mierensoort uit de onderfamilie van de Ponerinae. De wetenschappelijke naam van de soort is voor het eerst geldig gepubliceerd in 1993 door Wang, M..